# 唐纳德·卢
陆雨桥（1966年—），也译唐纳德·卢，美国外交官，曾在美国驻印度大使馆工作。2014年下半年到2018年，担任美国驻阿尔巴尼亚大使。2018年5月24日，被特朗普总统提名为美国驻吉尔吉斯共和国大使，并于2018年9月6日經由参议院确认。2018年9月18日宣誓就职，2018年10月12日向吉尔吉斯斯坦总统索隆拜·热恩别科夫递交国书。自2021年起，担任美国国务院助理国务卿，负责南亚和中亚事务。在巴基斯坦政治危机中被伊姆兰·汗指责干预巴基斯坦内政。